# Комино (Кјети)
Комино (итал. Comino) је насеље у Италији у округу Кјети, региону Абруцо.
Према процени из 2011. у насељу је живело 412 становника. Насеље се налази на надморској висини од 552 м.